# Timberon
Timberon statisztikai település az új-mexikói Otero megyében, az Egyesült Államokban. A Sacramento-hegységben található, a Lincoln Nemzeti Erdő déli sarkában. A 2020-as népszámláláson a lakosság száma 345 fő volt. A lakosság nagy része idős korú, nyugdíjas közösségnek tekintik. Rendelkezik golfpályával, egy kisebb repülőtérrel és templommal is. A legközelebbi iskola Cloudcroftban található.

## Történelme
A földet, ami napjainkban Timberon, 1933-ban vásárolta meg Paul Moss Új-Mexikó államától. Moss-nak a területen volt egy erdészháza és kivágta az erdő egy részét. Az 1960-as években a föld tulajdonosa a texasi Willie Farah volt, aki épített egy repülőteret. 1969 márciusa után kezdett el igazán fejlődni a település, mikor eladták az Észak-amerikai Földfejlesztési Vállalatnak. 1974 óta létezik egy önkéntes tűzoltóság, aminek épületét 1981-ben fejezték be. Ugyanebben az évben nyílt a posta is. 1976-ban egy, a White Sands Rakétakísérleti Telepről kilőtt rakéta eltévedt és a település közepén landolt. 2005-ben fejezték be a Timberonba vezető utat.
2016 júliusában egy erdőtűz elpusztított 80 építményt, közel 44 lakossági épületet.

## Népesség
| 2010 | 348 |
| 2020 | 345 |

### Demográfia
A 2020-as népszámlálás idején Timberon népessége 345 fő volt. Az átlagos éves bevétel egy háztartásban 40 ezer dollár, mindössze a lakosok 39,4%-a dolgozik. A lakosság átlagéletkora 70,3 év volt. A népesség 81,6%-a fehér, a maradéka pedig hispán, míg az emberek több, mint 40%-a szolgált a vietnámi háborúban.